# Азбізан
Азбізан (перс. ازبيزان) — село в Ірані, у дегестані Альвір, у бахші Харкан, шахрестані Зарандіє остану Марказі. За даними перепису 2006 року, його населення становило 454 особи, що проживали у складі 134 сімей.

## Клімат
Середня річна температура становить 10,15 °C, середня максимальна – 28,79 °C, а середня мінімальна – -11,68 °C. Середня річна кількість опадів – 249 мм.
| Клімат поселення                              | Клімат поселення | Клімат поселення | Клімат поселення | Клімат поселення | Клімат поселення | Клімат поселення | Клімат поселення | Клімат поселення | Клімат поселення | Клімат поселення | Клімат поселення | Клімат поселення | Клімат поселення |
| Показник                                      | Січ.             | Лют.             | Бер.             | Квіт.            | Трав.            | Черв.            | Лип.             | Серп.            | Вер.             | Жовт.            | Лист.            | Груд.            |                  |
| Середній максимум, °C                         | 4,56             | 6,29             | 9,77             | 16,62            | 21,80            | 27,56            | 28,79            | 28,55            | 24,22            | 18,08            | 11,64            | 5,98             |                  |
| Середня температура, °C                       | −3,56            | −1,83            | 1,66             | 8,51             | 13,68            | 19,44            | 23,22            | 22,98            | 18,65            | 12,51            | 6,07             | 0,42             |                  |
| Середній мінімум, °C                          | −11,68           | −9,94            | −6,46            | 0,38             | 5,56             | 11,32            | 17,66            | 17,42            | 13,10            | 6,95             | 0,52             | −5,14            |                  |
| Норма опадів, мм                              | 30               | 33               | 47               | 39               | 32               | 5                | 2                | 1                | 0                | 11               | 20               | 29               |                  |
| Середньомісячна швидкість вітру, м/с          | 1.26             | 2.35             | 2.97             | 3.05             | 2.62             | 2.37             | 2.36             | 2.26             | 2.11             | 2.02             | 1.70             | 1.31             |                  |
| Середньомісячна сонячна радіація, кДж/м²·день | 8906             | 11586            | 14312            | 17816            | 21888            | 26401            | 26054            | 23610            | 20212            | 14620            | 10579            | 8604             |                  |
| --------------------------------------------- | ---------------- | ---------------- | ---------------- | ---------------- | ---------------- | ---------------- | ---------------- | ---------------- | ---------------- | ---------------- | ---------------- | ---------------- | ---------------- |
| Джерело:                                      |                  |                  |                  |                  |                  |                  |                  |                  |                  |                  |                  |                  |                  |